# Kassiopeia (Gattin des Kepheus)

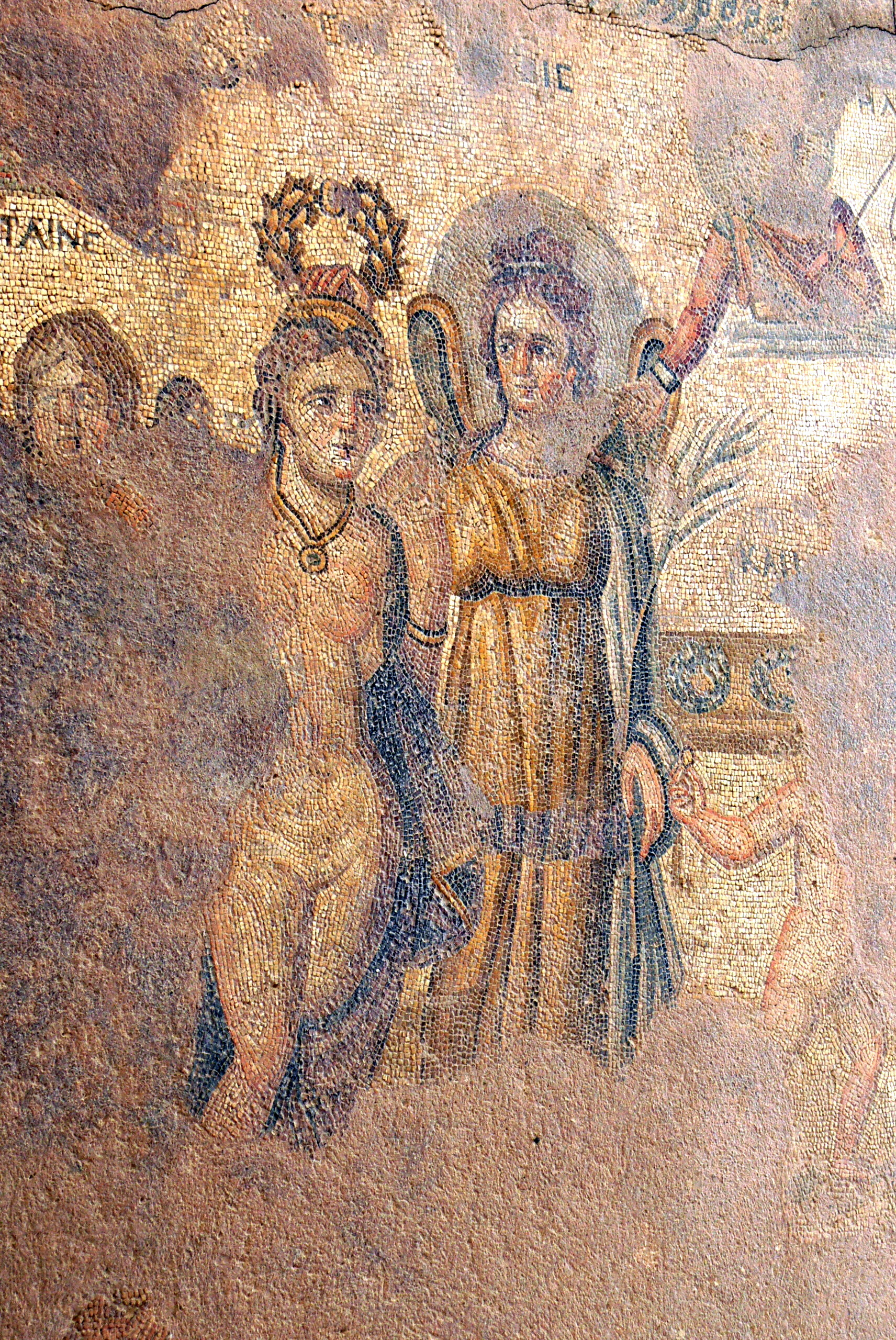
Kassiopeia wird von Krisis zur Siegerin im Schönheitswettbewerb mit den Nereiden gekrönt, Haus des Aion, Paphos (Zypern); 4. Jh. n. Chr.

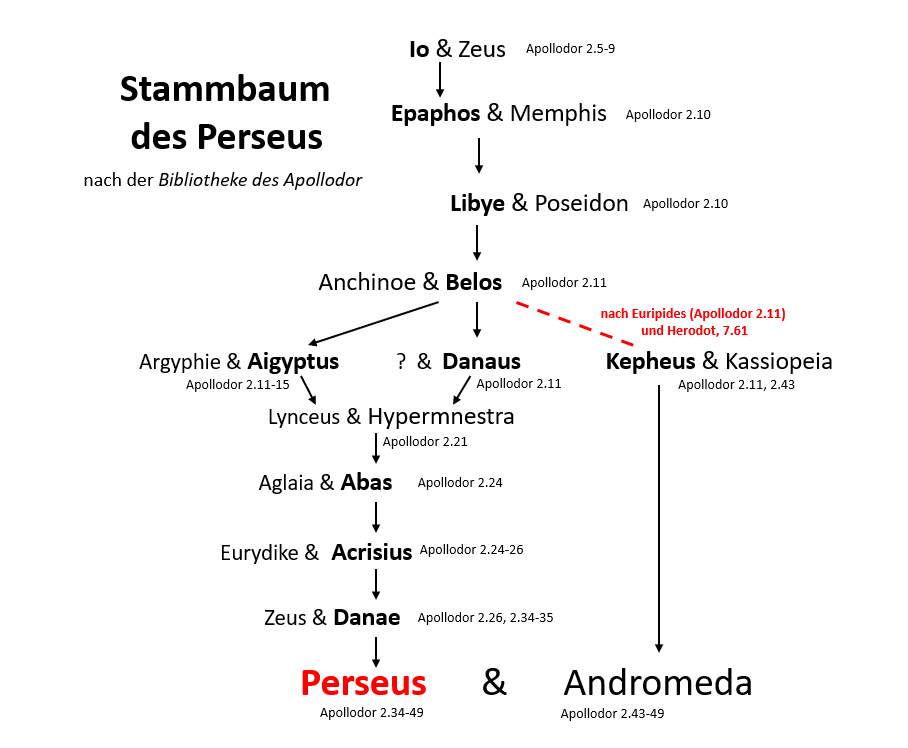
Stammbaum des Perseus und der Andromeda

Kassiopeia (altgriechisch Κασσιόπεια Kassiópeia, lateinisch Cassiope) bzw. Kassiepeia ist eine Gestalt der griechischen Mythologie. Sie war die Gattin des aithiopischen Königs Kepheus und Mutter der Andromeda; als ihre Eltern werden Arabos und Thronia genannt.
Je nach Überlieferungsvariante hatte Kassiopeia sich oder ihre Tochter Andromeda für schöner als die Nereiden gehalten, die Nymphen des Meeres und Begleiterinnen des Meeresgotts Poseidon. Dieser strafte erzürnt das Land, indem er eine Flut und das Seeungeheuer Ketos schickte. Um das Land von der Plage zu befreien, wurde Andromeda auf Weisung eines Orakels, das allgemein mit jenem des Ammoneion identifiziert wird, bzw. auf Poseidons Forderung, an einen Felsen am Meer gekettet, um dem Ungeheuer geopfert zu werden.
→ Hauptartikel: Andromeda (Mythologie)
Dort wird Andromeda von Perseus entdeckt, der nach Ovid und der Bibliotheke des Apollodor zu Kepheus und Kassiopeia eilt und zur Bedingung für die Rettung ihrer Tochter macht, dass er sie als Braut mit sich nehmen darf – die Eltern stimmen zu. Nach Euripides ist es Andromeda selbst, die ihn bittet sie zu retten und als Dienerin, Gattin oder Sklavin mit sich zu nehmen.
Perseus tötet daraufhin das Ketos und nimmt Andromeda zur Frau, wodurch er den Zorn ihres Onkels und Verlobten Phineus auf sich zieht, der mit Gewalt sein Recht einfordert bzw. Perseus in einem Hinterhalt ermorden will. Perseus tötet Phineus und seine Männer, indem er ihnen das abgeschlagene Haupt der Medusa entgegenhält und sie so zu Stein erstarren lässt.
Noch in Äthiopien gebärt Andromeda den Perses, der bei Kepheus und Kassiopeia aufwächst und zum Stammvater der Perserkönige wird. Perseus selbst fliegt mithilfe seiner Flügelschuhe mit Andromeda zur Kykladeninsel Seriphos.
Kassiopeia wird nach ihrem Tod als Sternbild an den Himmel versetzt, zusammen mit ihrem Mann Kepheus, ihrer Tochter Andromeda, ihrem Schwiegersohn Perseus und dem Ketos. Aufgrund ihres Hochmuts steht das Sternbild Kassiopeia kopfüber am Firmament.

Künstlerische Darstellung
Kassiopeia wurde von folgenden Schauspielerinnen in Filmen und TV-Serien verkörpert.
- Siân Phillips, in: Kampf der Titanen, Spielfilm, USA, England, 118 Min., 1981. Regie: Desmond Davis
- Polly Walker, in: Kampf der Titanen, Spielfilm, USA, 102 Min., 2010. Regie: Louis Leterrier